# Москаленко, Виктор Петрович (шахматист)
Ви́ктор Петро́вич Москале́нко (род. 4 декабря 1960, Одесса) — испанский, ранее советский и украинский шахматист, гроссмейстер (1992). Старший тренер ФИДЕ (2013), шахматный литератор.

## Биография
В составе команды шахматистов Черноморского флота - бронзовый призер командного первенства чемпионата ВС СССР.
Чемпион Украинской ССР 1987 года.
Будучи студентом Южноукраинского национального педагогического университета, выступал за спортивное общество «Буревестник». В составе команды ЦСКА (Москва) участник 2-го клубного кубка СССР (1990) в Подольске.
В 2000 переехал с семьёй в Барселону. Дважды (2005 и 2007) побеждал в чемпионатах Каталонии. Неоднократно выступал в командных чемпионатах Испании в составе команды «Шахматная школа Барселоны». Лучшего результата добился в сезоне 2017 года, завоевав командную бронзовую медаль и серебряную медаль в индивидуальном зачёте (играл на 6-й доске).
Лучшие результаты в международных соревнованиях: Львов (1988) — 2—4-е; Будапешт (открытый чемпионат Венгрии) — 1-е; Белград (1988) — 16—46-е; Одесса (мемориал Б. Верлинского 1989) — 3—6-е; открытый чемпионат Парижа 1-е место.
| Графики недоступны из-за технических проблем. См. информацию на Фабрикаторе и на mediawiki.org. |

## Литературная деятельность
Виктор Москаленко также известен как теоретик и автор ряда шахматных книг и учебников. Его книги изданы на английском, испанском, каталанском и русском языках. В. Москаленко сотрудничает с журналом «New In Chess» и компанией «ChessBase».

### Книги
- The Fabulous Budapest Gambit. Interchess BV, Alkmaar 2007, ISBN 978-90-5691-224-6.
- The Flexible French. New in Chess, Alkmaar 2008, ISBN 978-90-5691-245-1.
- Revolutionize Your Chess. New in Chess, Alkmaar 2009, ISBN 978-90-5691-295-6.
- The Wonderful Winawer. New in Chess, Alkmaar 2010, ISBN 978-90-5691-327-4.
- Защита Пирца — Уфимцева и Современная защита. Russian Chess House / Русский Шахматный Дом 2016, ISBN 978-5-94693-497-8.